# Los vampiros de Venecia
Los vampiros de Venecia (The Vampires of Venice) es el sexto episodio de la quinta temporada moderna de la serie británica de ciencia ficción Doctor Who, emitido originalmente el 8 de mayo de 2010. En él regresó Arthur Darvill como Rory Williams, ya como acompañante de pleno derecho.

## Argumento
El Undécimo Doctor (Matt Smith), creyendo que la atracción de Amy (Karen Gillian) hacia él está causada por el estrés del viaje, arruina la despedida de soltero de su prometido Rory Williams (Arthur Darvill), y les invita a los dos a un viaje romántico a bordo de la TARDIS. Aterrizan en Venecia en 1580 y pronto se encuentran en problemas. La patrona de la ciudad, Signora Rosanna Calvierri (Helen McCrory), afirma que la peste negra se desata sin control fuera de Venecia. El Doctor dice que esto es falso y que parece que ella está usando la plaga como excusa para sellar la ciudad. Mientras investigan, se encuentran con Guido (Lucian Msamati), un constructor de barcos cuya hija, Isabella, no se ha puesto en contacto con él desde que la matriculó en la escuela para señoritas de Calvierri.
El Doctor urde un plan para infiltrar a Amy en la escuela con la ayuda de Rory y el papel psíquico. Amy logra abrir una puerta para que los demás entren, pero al hacerlo la capturan y la llevan a una cámara. El Doctor y Rory acaban creyendo que las mujeres están siendo convertidas en vampiras, y descubren una caja con un alienígena muerto en su interior. Amy da una patada a la Signora Calvierri y estropea un dispositivo que está ocultando su verdadera forma alienígena. Comienzan a convertir a Amy en una de ellos cuando Isabella (Alisha Bailey), todavía no del todo convertida, libera a Amy y escapan. Isabella duda al escapar, porque ya no puede soportar la luz directa del sol, y tiran hacia atrás de ella, siendo capturada. El Doctor intenta abrir la puerta, pero un shock eléctrico se lo impide. Más tarde, la Signora Calvierri lanza a Isabella al canal, y allí algo en el agua la devora.
El Doctor vuelve a entrar para interrogar a la Signora Calvierri, y ella le confirma que ella y los demás vienen del planeta Saturnyne, y son una raza de criaturas acuáticas con comportamiento vampírico. Aterrizaron en la Tierra tras ver una de las grietas en el universo. Calvierri y su hijo Francesco (Alex Price) pretenden hundir la ciudad en el agua para convertir a las humanas en "Hermanas del Agua", para salvar su especie. Cuando el Doctor regresa a la casa de Guido para reunirse con Amy y Rory, la Signora Calvierri envía a sus chicas transformadas para atacarles. Guido se sacrifica para salvar a los otros haciéndoles salir y después haciendo estallar varios barriles de pólvora, volando la casa con las chicas y él dentro. La Signora Calvierri activa un dispositivo en una torre que comienza a crear los terremotos e inundanciones que hundirán Venecia. Mientras Amy y Rory se enfrentan y matan a Francesco, el Doctor trepa por la torre y detiene el dispositivo justo a tiempo. La última de su especie, la Signora Calvierri, se tira al canal para que la devoren, pero no antes de atormentar al Doctor recordándole que ahora es responsable de la extinción de dos especies: la de los Señores del Tiempo y la de ella.
Más tarde, Amy y el Doctor invitan a Rory a que siga viajando con ellos, pero cuando el Doctor y Rory están a punto de entrar en la TARDIS, de repente cae el silencio. Nervioso, el Doctor recuerda las palabras de la Signora Calvierri: "Vimos el silencio, y el fin de todas las cosas..."

## Producción
El escritor Toby Whithouse originalmente había planeado escribir un episodio diferente ambientado en "una especie de laberinto", pero después de haber desarrollado un poco la idea, los productores ejecutivos Steven Moffat y Piers Wenger pensaron que era demasiado similar a otros episodios de la temporada, y le pidieron que escribiera otra cosa, mientras la idea de Whithouse se trasladó a la siguiente temporada (El complejo de Dios). Le pidieron que escribiera "un gran episodio romántico y enérgico" que también sirviera como "una especie de episodio de reinicio" y que fuera una buena introducción a Doctor Who. Pidieron que lo ambientara en "cualquier lugar del mundo" que fuera romántico, y él escogió Venecia, que consideraba "uno de mis lugares favoritos del mundo". Whithouse creyó que los vampiros encajaban en la ambientación, y tuvo una experiencia positiva escribiendo el episodio, reflejando que "escribir para la serie es una delicia y un placer". Como ya era el productor ejecutivo de Being Human, le agradó que solo tuviera que escribir el episodio y no tener que preocuparse de otros aspectos de la producción. El centro argumental de "hundir Venecia" se concibió cuando Whithouse necesitó usar la identidad de la localización. Era una ciudad muy acuática que estaba "constantemente luchando" contra enemigos a lo largo de su historia, pero en esta ocasión iba a ser su peor enemigo.

## Emisión y recepción
Por una emisión prolongada posterior, el episodio tuvo que adelantarse a las 18:00, el horario más temprano desde el regreso de la serie en 2005. Quizá por eso tuvo la audiencia nocturna más baja de la temporada: 6,17 millones de espectadores entre BBC One y BBC HD. Cuando se calcularon las mediciones definitivas, fueron de 7,68 millones de espectadores, siendo el quinto programa más visto de BBC One esa semana. Tuvo una puntuación de apreciación de 86, considerada "excelente".
Los vampiros de Venecia se publicó en DVD y Blu-Ray junto con El tiempo de los ángeles y Carne y piedra el 5 de julio de 2010. Después se incluyó con el resto de la temporada en DVD el 8 de noviembre de 2010.
El episodio recibió críticas mezcladas. Daniel Martin de The Guardian lo describió como "rodado con belleza" y siguió escribiendo: "la forma en que se describió cada parte de la mitología vampírica con pseudociencia de Who fue deliciosa; el enfrentamiento entre el Doctor y Rosanna se interpretó con belleza; el diálogo es tan excelente como se puede esperar de Whithouse... y el clímax del Doctor escalando la torre bajo la lluvia fue justo la pincelada correcta". David Bradley de SFX también reaccionó positivamente, dándole al episodio 4 estrellas sobre 5. Lo resumió como "mejor estructurado, más divertido y más absorbente" que el anterior episodio individual, La victoria de los Daleks, y alabó la comedia y la interpretación de Alex Price. Sin embargo, pensó que "las localizaciones de aspecto caro quedan perjudicadas por los cutres efectos especiales".
Gavin Fuller le dio al episodio una crítica negativa en The Daily Telegraph, llamándolo "altamente decepcionante" y "una oportunidad trágicamente desperdiciada". Criticó el guion y la trama por "su absoluta deriva", notando que la escena de apertura era "similar en concepto" al anterior episodio de Whithouse, Reunión escolar, y pensó que "la idea de alienígenas fingiendo ser humanos" la tomó de ese guion también. Siguió criticando a Lucian Msamati como Guido porque "pareció sacado directamente de Othello", comparó negativamente el triángulo amoroso entre el Doctor, Amy y Rory, con el anterior con Rose Tyler y Mickey Smith, y pensó que el final era demasiado parecido a La caja tonta y La evolución de los Daleks.
Patrick Mulkern, de Radio Times, reflejó los sentimientos de Fuller en su crítica, diciendo "Debo admitir que bostecé ante los alienígenas disfrazados de humanos. Ya lo hemos visto tantas veces" y notó que Whithouse había usado la idea de Reunión escolar y de su episodio de Torchwood Regalo envenenado. Sin embargo, también pensó que 2el guion deja un montón de momentos heroicos y divertidos para el Doctor, Amy y Rory", y alabó al "impresionante reparto", describiendo a Helen McCrory como "majestuosa". Matt Wales de IGN le dio al episodio un 7 sobre 10, diciendo que "tenía bastantes momentos destacables, incluso aunque no pudiera lograr un todo satisfactorio". Alabó la comedia entre Amy y Rory y la interpretación de McCrory, así como las escenas de exteriores rodadas en Croacia, y pensó que "la retrocontinuidad de ciencia ficción del fenómeno de los vampiros clásicos fue particularmente inteligente", pensando que los alienígenas no quedaron bidimensionales. Sin embargo, estuvo de acuerdo con Fuller y Mulkern en que "su gran problema es el de la sobrefamiliaridad" con muchas razas alienígenas desplazadas que ya han aparecido antes.